# Загинали за Родината (Петрич)
„Загинали за Родината“ е паметник в град Петрич, България, издигнат през 1937 година.
Посветен е на загиналите петричани по време на Балканските войни (1912-1913), Първата световна война (1915-1918) и Петричкия инцидент (1925). По-късно е допълнен с плоча за загиналите по време на втората фаза на Втората световна война (1944 – 1945).

## Местоположение
Паметникът е разположен на стария градски площад „Македония“ (в 1937 година площад „Протогеров“) и е дело на професор Иван Лазаров.

## История
Инициативата за построяване на паметника е издигната от офицерите от Петричкия гарнизон, от организациите на запасни офицери и подофицери, от местното дружество на Съюза на Македоно-одринските опълченски дружества и Общия съюз на пострадалите от войните. На заседание от 9 януари 1934 година е формиран „Комитет за въздигане на паметника“ и към него е учреден „Фонд за постройка на паметник и поддръжка на съществуващите чешми-паметници“. На заседание на Петричкия градски общински съвет от 25 септември 1934 година е определен окончателният състав на комитета: подполковник Попов, Петър Берберов, свещеник Данаил Зердев, Тома Антикаджиев, Атанас Маджаров, Васил Костенаров и д-р Кирил Дренски. Финансовите средства за построяването на паметника са събрани с волни пожертвования от гражданството.
Паметникът официално е открит на 31 октомври 1937 година по повод 25-ата годишнина от освобождението на Петрич от османска власт.

## Описание
Каменната му основа наподобява гробница, а скулптурните фигури на двама войници символизират готовността на българските воини да защитават родината. Единият войник е изправен и с пушка в ръка, което изразява бойния вик „Напред на нож“. Вторият войник е приклекнал, с пистолет в ръка и притиснал до гърдите си българското знаме, като погледите и на двамата са устремени в една посока.
Паметникът е включен в Регистъра на военните паметници в България.